# Sjarhej Krywez
Sjarhej Wjatschaslawawitsch Krywez (belarussisch Сяргей Вячаслававіч Крывец; russisch Серге́й Вячеславович Кривец ‚Sergei Wjatscheslawowitsch Kriwez‘, englische Transkription Sergey Vyacheslavovich Krivets; * 8. Juni 1986 in Hrodna, Sowjetunion) ist ein belarussischer ehemaliger Fußballspieler.

## Karriere

### Verein
Krywez begann seine Karriere bei Lokomotive Minsk 2004, als er dort in die erste Mannschaft geholt wurde. In seiner Debütsaison wurde der Mittelfeldspieler 26 Mal eingesetzt und erzielte zwölf Tore, damit schoss er Lokomotive zum Aufstieg in die höchste belarussische Spielklasse. In der darauffolgenden Saison wurde der elfte Platz erreicht.
2006 wechselte er zu BATE Baryssau, mit welchen er in vier Jahren vier Meistertitel und einen Pokalsieg feiern konnte. Weiters gab er sein Debüt auf europäischer Klubebene. In der 1. Runde zur Qualifikation zum UEFA Cup 2006/07 am 13. Juli 2006 spielte Sjarhej Krywez gegen Nistru Otaci durch. Das Spiel wurde 2:0 gewonnen. Weiters war er Mitglied der Mannschaft von BATE, die sich 2008/09 für die UEFA Champions League qualifizieren konnte. Er wurde in allen sechs Gruppenspielen eingesetzt und erzielte daheim gegen Juventus Turin das 1:0 beim 2:2-Unentschieden.
Im Januar 2010 wechselte er nach Polen zu Lech Posen, wo auf Anhieb der Meistertitel gefeiert werden konnte. Für Lech Posen absolvierte er zwischen 2010 und 2012 insgesamt 59 Spiele / 8 Tore in der polnischen Ekstraklasa, 4 Spiele in der Champions-League-Qualifikation, 10 Spiele in der UEFA Europa League, 11 Spiele im Polnischen Pokal und 1 Spiel im Polnischen Supercup. Zur Saison 2012/2013 unterschrieb Sjarhej Krywez einen Drei-Jahres-Vertrag beim chinesischen Zweitligisten Jiangsu Sainty. Am 20. Juni 2013 wird der Vertrag in gegenseitigem Einvernehmen aufgelöst und Krywez kehrte wieder zu BATE Borisov zurück. Mit Borisov wurde er zum fünften Mal belarussischer Meister und gewann im darauffolgenden Jahr den belarussischen Supercup.
Am 28. August 2014 unterschrieb er einen Drei-Jahres-Vertrag beim französischen Erstligisten FC Metz. Zum Zeitpunkt des Vereinswechsels nach Frankreich war Krywez mit zehn Toren und elf Torvorlagen der Topscorer der belarussischen Liga in der Saison 2014. Sein erstes Tor erzielte er am 6. Spieltag gegen SC Bastia.

### Nationalmannschaft
Für Belarus absolvierte Krywez bisher 15 Länderspiele. Sein Debüt gab er am 18. November 2009 im freundschaftlichen Länderspiel gegen Montenegro, als er in der 90. Minute eingewechselt wurde. Das Spiel in Podgorica wurde 0:1 verloren. Weiters war er Mitglied der belarussischen U21-Auswahl für die U-21-Fußball-Europameisterschaft 2009 in Schweden. Krywez kam in allen drei Gruppenspielen zum Einsatz und erhielt gegen Schweden die gelbe Karte. Belarus schied als Gruppenletzter aus.

## Erfolge
- Aufstieg in die höchste belarussische Spielklasse: 2004
- Belarussischer Meister: 2006, 2007, 2008, 2009 und 2013
- Belarussischer Pokalsieger: 2006
- Polnischer Meister: 2010
- Belarussischer Supercup-Sieger: 2014